# Charlotte Ross
Charlotte Ross (Winnetka, 21 januari 1968) is een Amerikaanse actrice.

## Biografie
Nadat Ross haar diploma haalde aan de New Trier High School in haar geboorteplaats Winnetka, verhuisde ze naar Los Angeles om zich te richten op het acteren. Ross was van 2003 tot en met 2008 getrouwd; en heeft hieruit een kind.

## Filmografie

### Films
Uitgezonderd korte films.
- 2011 Street Kings 2: Motor City – als Beth Kingston
- 2011 Drive Angry – als Candy
- 2008 Ring of Death – als Mary Wyatt
- 2007 Christmas in Paradise – als Dana Marino
- 2007 Live! – als Jennifer
- 2007 Moola – als Nora
- 2007 Montana Sky – als Tess Mercy
- 1999 Kidnapped in Paradise – als Megan Emerson
- 1998 Looking for Love – als Debbie
- 1996 Fall Into Darkness – als Ann Price
- 1996 A Kiss So Deadly – als Amanda Blake
- 1994 Savage Land – als Mandy
- 1994 Love and a .45 – als Mary Ann
- 1994 Foreign Student – als Elizabeth Baldridge
- 1991 She Says She's Innocent – als Justine Essex
- 1986 Touch and Go – als vriendin van Courtney

### Televisieseries
Uitgezonderd eenmalige gastrollen.
- 2014 - 2017 Arrow - als Donna Smoak - 12 afl.
- 2013 Hit the Floor - als Olivia Vincent - 10 afl.
- 2009 – 2012 Glee – als Judy Fabray – 4 afl.
- 2006 Jake in Progress – als Annie – 3 afl.
- 2001 – 2004 NYPD Blue – als rechercheur Connie McDowell – 66 afl.
- 1999 – 2000 Beggars and Choosers – als Lori Volpone – 3 afl.
- 1998 Trinity – als Fiona McCallister – 3 afl.
- 1998 A Will of Their Own – als Susan Peterson – miniserie
- 1997 Pauly – als Dawn Delaney – 7 afl.
- 1987 – 1996 Days of Our Lives – als Eve Baron Donovan – 2 afl.
- 1995 – 1996 Murder One – als Stephanie Lambert – 2 afl.
- 1994 – 1995 The 5 Mrs. Buchanans – als Bree Buchanan - 17 afl.
- 1992 The Heights – als Hope Linden – 12 afl.